# Sönitz

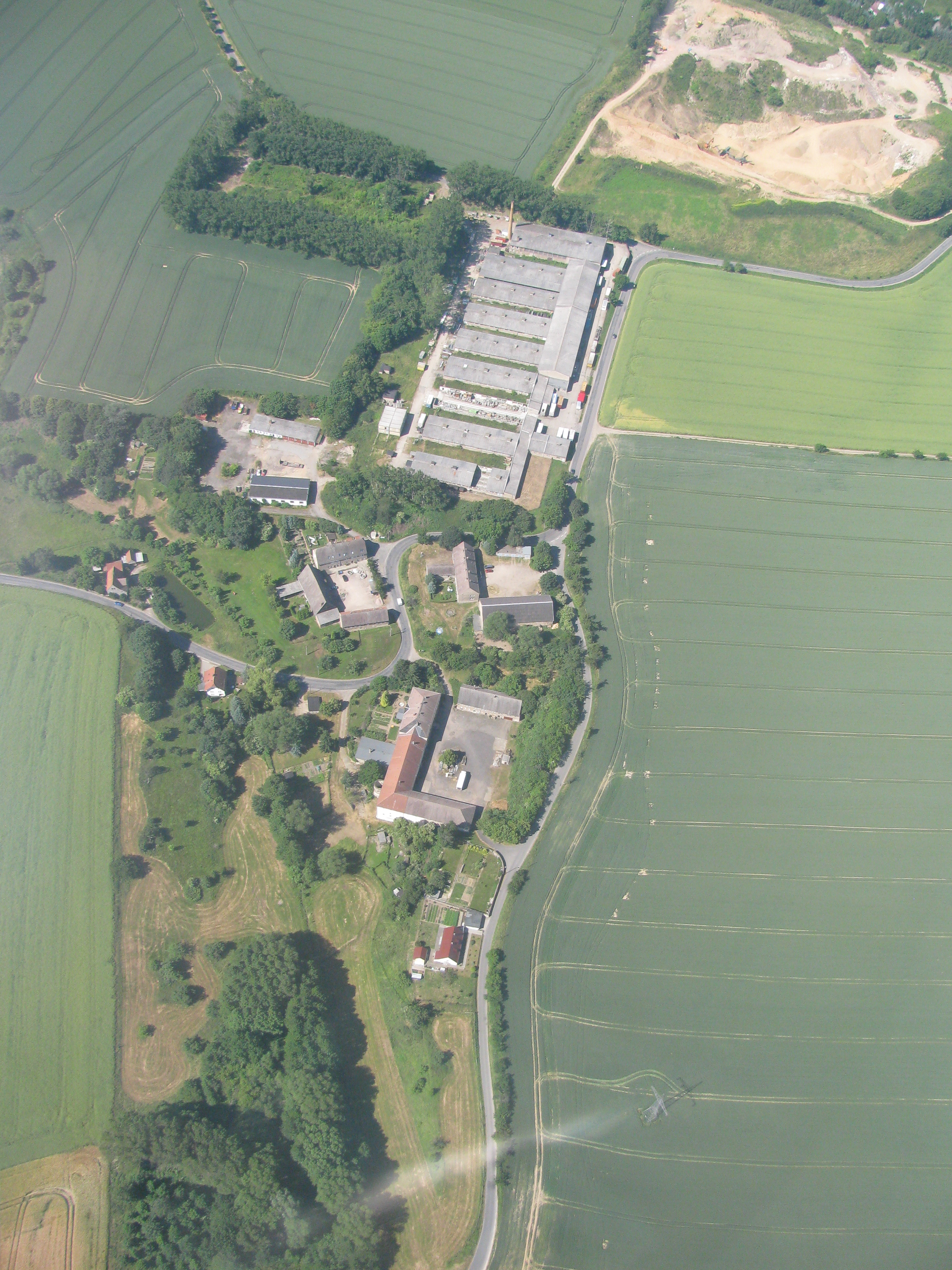
Sönitz aus der Vogelperspektive

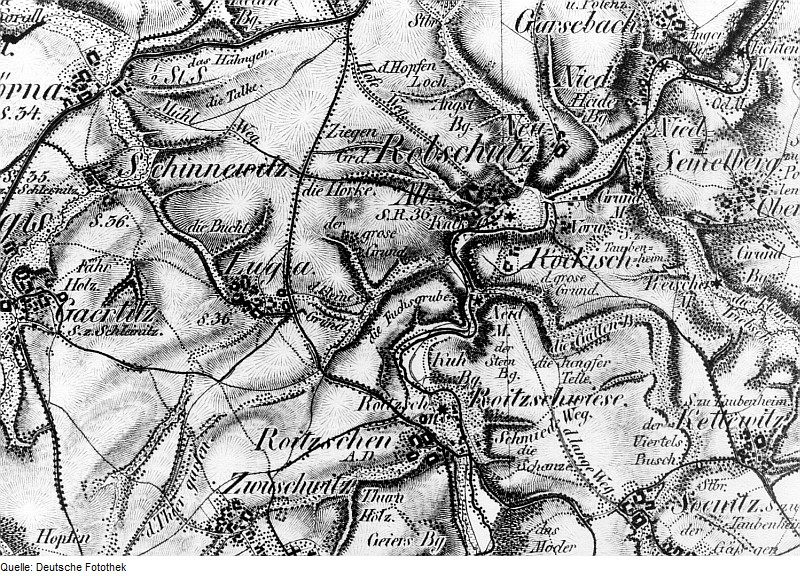
„Soenitz“ und seine Nachbarorte auf einer Karte aus dem 19. Jahrhundert

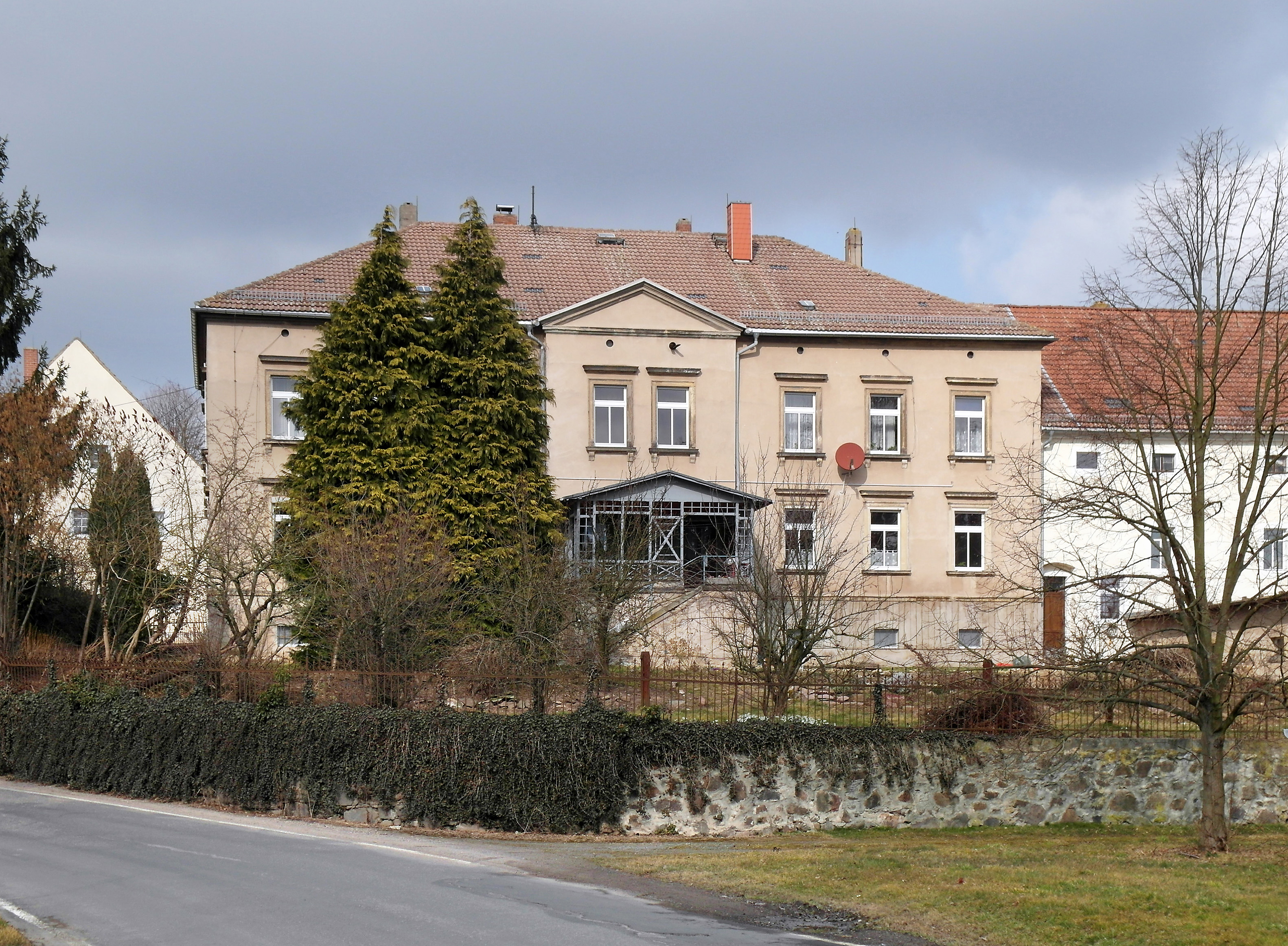
Gutshaus, Vierseithof Sönitz

Sönitz ist ein Ortsteil der Gemeinde Klipphausen im Landkreis Meißen, Sachsen.

## Geographie
Sönitz liegt im Meißner Hochland zwischen Wilsdruff, Nossen und Meißen. Das Dorf ist umgeben von den anderen zu Klipphausen gehörenden Ortsteilen Kettewitz im Osten, Piskowitz im Südosten, Weitzschen im Süden, Roitzschen mit Roitzschwiese im Westen und Robschütz im Norden.
Der kleine Rundling befindet sich in der Talmulde des Gallenbachs, der aus Seeligstadt kommt und oberhalb von Robschütz in die Triebisch einmündet. Der Ortskern liegt an der Miltitzer und Kettewitzer Straße. An den ÖPNV ist Sönitz durch die Buslinie 414 der Verkehrsgesellschaft Meißen angebunden. Im Westen reicht die Sönitzer Flur bis an den Talrand der Triebisch heran. Dort werden in der Kiesgrube Sönitz Kiese abgebaut, die eiszeitlichen Flussablagerungen entstammen. Ein Wohnhaus im Ort ist als Kulturdenkmal geschützt (siehe Liste der Kulturdenkmale in Taubenheim).

## Geschichte
Erstmals erwähnt wurde das Dorf 1013 als „Zenizi“. Der Name könnte auf die altsorbischen Wurzeln *sěno, deutsch Heu, oder *sěň, deutsch Schatten, zurückgehen. Damit bedeutet der Ortsname entweder „Siedlung, wo Heu geerntet wird“ oder „Siedlung, wo es schattig ist“. Im Lauf der Jahrhunderte wandelte sich der Name unter anderem über die Formen „Cinici“, „Senicz“, „Sennietz“ und „Sienitz“ hin zur heutigen Schreibweise.
Um das Dorf Sönitz, dessen Bewohner sich ihr Einkommen in der Landwirtschaft verdienten, erstreckte sich eine 124 Hektar große Blockflur. Eingepfarrt war und ist das Dorf nach Taubenheim. Die Besitzer des dortigen Ritterguts übten auch die Grundherrschaft in Sönitz aus. Die Verwaltung des Ortes oblag jahrhundertelang dem Erbamt Meißen. Im Jahre 1856 gehörte Sönitz zum Gerichtsamt Meißen und kam danach zur Amtshauptmannschaft Meißen, aus der der gleichnamige Landkreis hervorging. Auf Grundlage der Landgemeindeordnung von 1838 erlangte Sönitz Selbstständigkeit als Landgemeinde. Als 1938 durch Eingemeindung die Ortsteile Piskowitz, Weitzschen und Kettewitz zu Sönitz hinzukamen, vervielfachte sich dessen Einwohnerzahl (siehe Tabelle). Am 1. Januar 1974 wurde Sönitz seinerseits nach Taubenheim eingemeindet, das wiederum seit Ende 2003 zu Triebischtal gehört. Durch die Eingemeindung von Triebischtal am 1. Juli 2012 wurde Sönitz ein Ortsteil der Gemeinde Klipphausen.
Im 1884 erbauten Wohnhaus eines der Sönitzer Vierseithöfe hatte die am 20. Oktober 1952 gegründete LPG Einheit Sönitz ihren Sitz. Sie umfasste nach Anschluss der Taubenheimer Genossenschaft 1400 Hektar Nutzfläche.

### Einwohnerentwicklung
| Jahr | Einwohner                     |
| ---- | ----------------------------- |
| 1551 | 4 besessene Mann, 10 Inwohner |
| 1764 | 4 besessene Mann              |
| 1834 | 51                            |
| 1871 | 42                            |
| 1890 | 57                            |
| 1910 | 54                            |
| 1925 | 49                            |
| 1939 | 318                           |
| 1946 | 495                           |
| 1950 | 444                           |
| 1964 | 409                           |
| 1990 | siehe Taubenheim              |